# Morris County, New Jersey
Morris County är ett administrativt område i delstaten delstaten New Jersey, USA. Morris är ett av 21 countys i delstaten och ligger i den norra delen av New Jersey. År 2010 hade Morris County 492 276 invånare. Den administrativa huvudorten (county seat) är Morristown.

## Geografi
Enligt United States Census Bureau så har countyt en total area på 1 247 km². 1 215 km² av den arean är land och 32 km² är vatten. 

### Angränsande countyn
- Sussex County, New Jersey - nord
- Passaic County, New Jersey - nordöst
- Essex County, New Jersey - öst
- Union County, New Jersey - sydöst
- Somerset County, New Jersey - syd
- Hunterdon County, New Jersey - sydväst
- Warren County, New Jersey - väst